# Домазан сир Ариз
Домазан сир Ариз (фр. Daumazan-sur-Arize) насеље је и општина у јужној Француској у региону Миди Пирене, у департману Арјеж која припада префектури Памје.
По подацима из 2011. године у општини је живело 709 становника, а густина насељености је износила 51,45 становника/km². Општина се простире на површини од 13,78 km². Налази се на средњој надморској висини од 245 метара (максималној 361 m, а минималној 239 m).

## Демографија
| 1962. | 1968. | 1975. | 1982. | 1990. | 1999. | 2011. |
| ----- | ----- | ----- | ----- | ----- | ----- | ----- |
| 594   | 620   | 599   | 605   | 617   | 657   | 709   |

График промене броја становника у току последњих година